# Корне (Косьцерський повіт)
Корне (пол. Korne, нім. Kornen) — село в Польщі, у гміні Косьцежина Косьцерського повіту Поморського воєводства.
Населення — 483 особи (2011).
У 1975-1998 роках село належало до Гданського воєводства.

## Демографія
Демографічна структура станом на 31 березня 2011 року:
|          | Загалом | Допрацездатний вік | Працездатний вік | Постпрацездатний вік |
| -------- | ------- | ------------------ | ---------------- | -------------------- |
| Чоловіки | 246     | 57                 | 171              | 18                   |
| Жінки    | 237     | 58                 | 147              | 32                   |
| Разом    | 483     | 115                | 318              | 50                   |